# Yosef Shalom Eliashiv
Yosef Shalom Elyashiv (Šiauliai, 10 aprile 1910 – Gerusalemme, 18 luglio 2012) è stato un rabbino haredi e posek israeliano.

## Biografia
Visse a Gerusalemme, Israele. Fino alla sua morte, all'età di 102 anni, Rav Elyashiv è stato considerato il maggior leader indiscusso in Israele e nella Diaspora dell'ebraismo lituano haredi.
È stato considerato dagli ebrei ashkenaziti come il Gadol HaDor (letteralmente grande della generazione) cioè la più grande autorità halachiko-morale contemporanea.
Ha trascorso la maggior parte della sua vita impegnato nello studio del Talmud e tenendo lezioni di Talmud ed halacha in una locale sinagoga del quartiere haredi di Mea Shearim di Gerusalemme, dove viveva.